# Kübelwagen

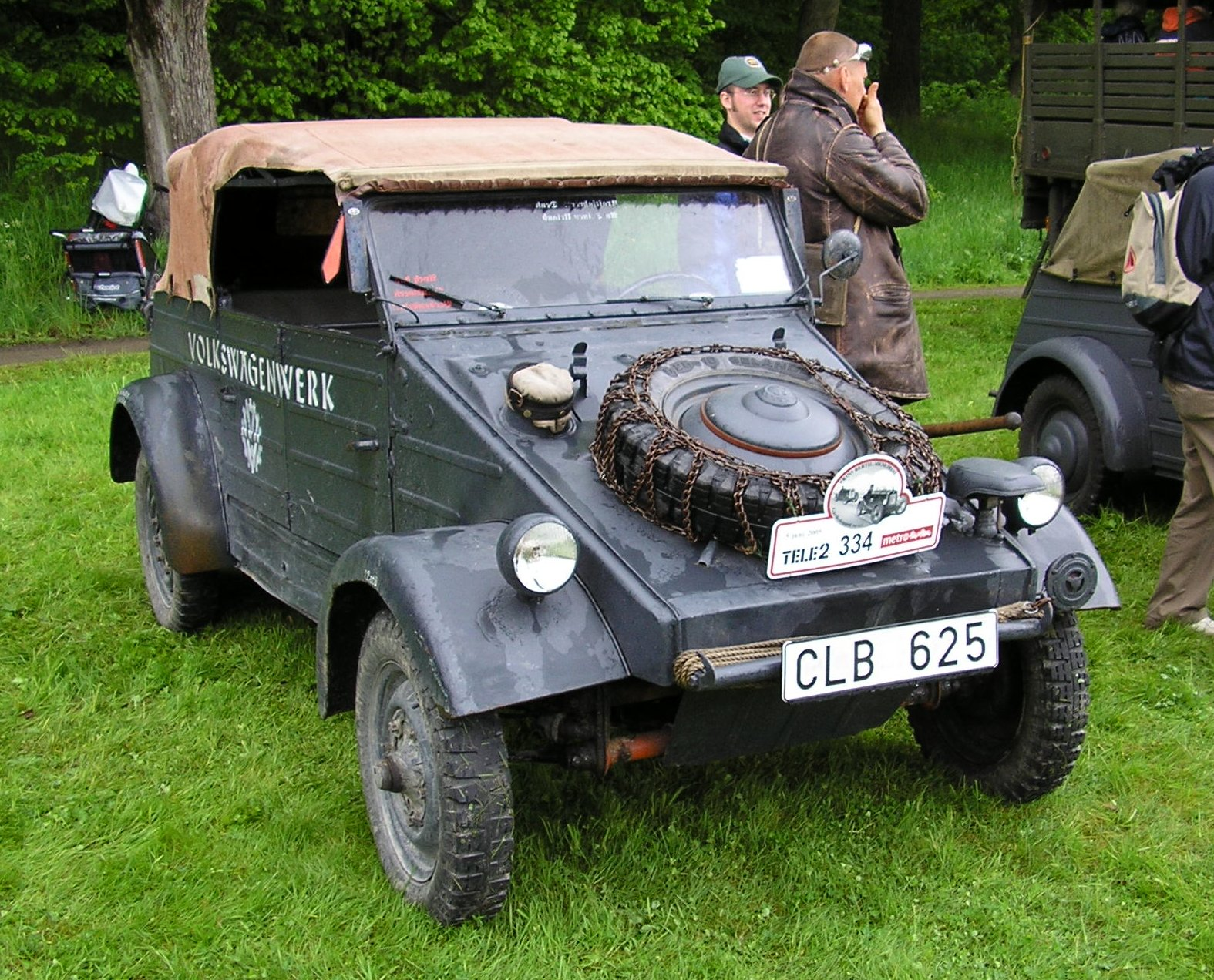
VW Kübelwagen (LIM 111)

El Kübelwagen era la versió militar del Volkswagen Escarabat. El cotxe fou dissenyat per Ferdinand Porsche, i, durant la Segona Guerra Mundial, se'n van fabricar més de 50.000 unitats. No tenia tracció a les quatre rodes, com el Jeep, però en ser molt lleuger no s'ensorrava tant dins les dunes. Alguns models tenien el motor adaptat —a causa de l'escassetat de gasolina— a un cremador-generador de gas pobre, instal·lat sobre el capó que s'alimentava de fusta o carbó de coc. Es va utilitzar per transportar soldats, i va ser seguit d'una versió amfíbia, anomenada Schwimmwagen.

## VW Type 82
El Kübelwagen Tipus 82 estava equipat amb un cos lleuger monobloc sobre una barra de torsió, basat en quatre rodes de suspensió independent. Tenia un motor refrigerat per aire de 985cc de 23.5 hp. Aquesta característica, a més de la confiança i facilitat de reparació, va fer que el Kübelwagen fora particularment efectiu en el Nord d'Àfrica, on l'aigua era escassa per als radiadors, el que va permetre un avanç més ràpid de les tropes del Afrika Korps del General Erwin Rommel durant la Segona Guerra Mundial.
Com que el cos de la carrosseria no suportava la càrrega estructural del vehicle, podia modificar-se fàcilment per a propòsits especials.
El Kübelwagen podia aconseguir una velocitat màxima de 80 km/h.

## Imatges

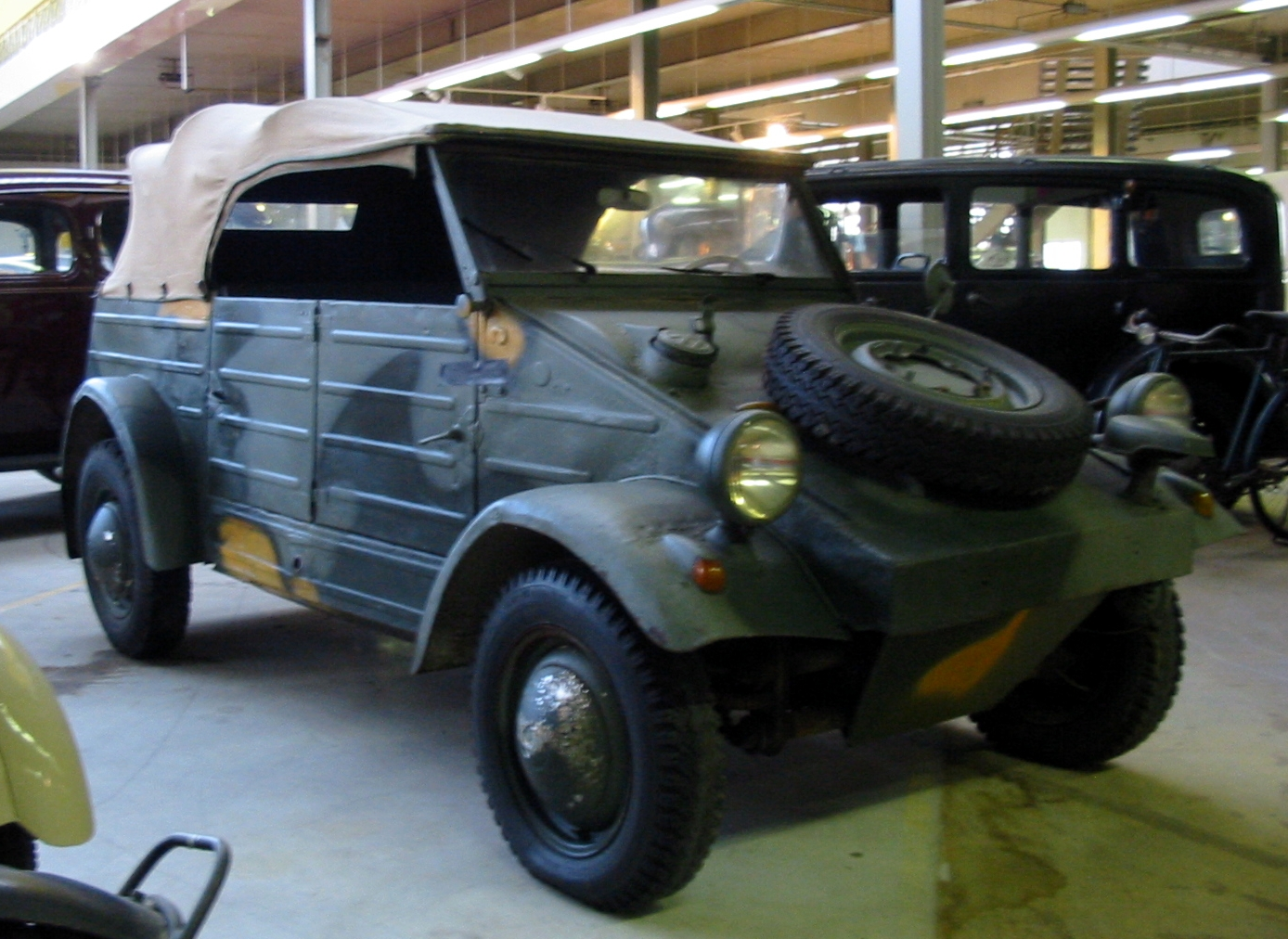
1943 Kübelwagen 25 hp 1131cc
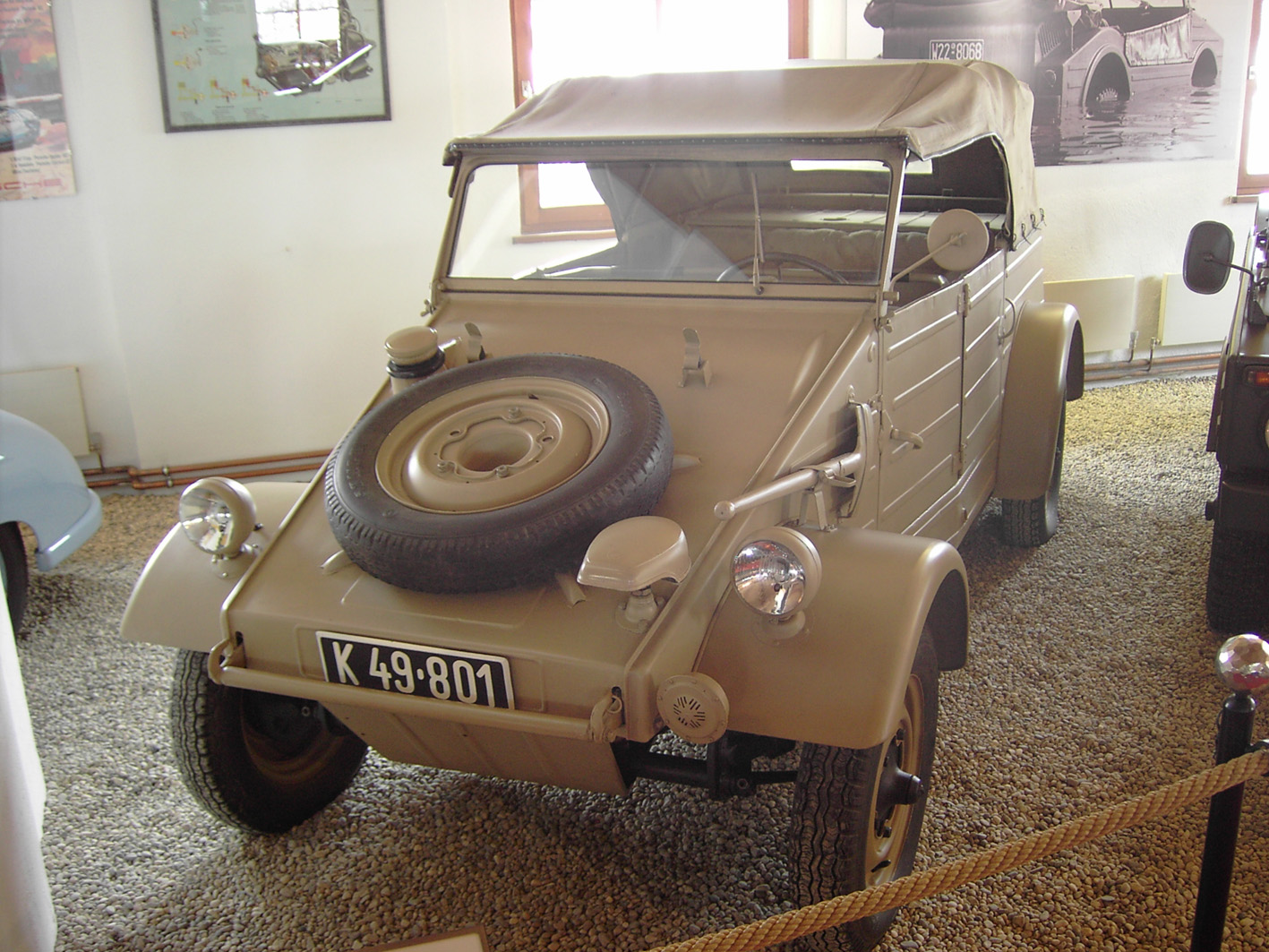
VW type 82 at Gmünd
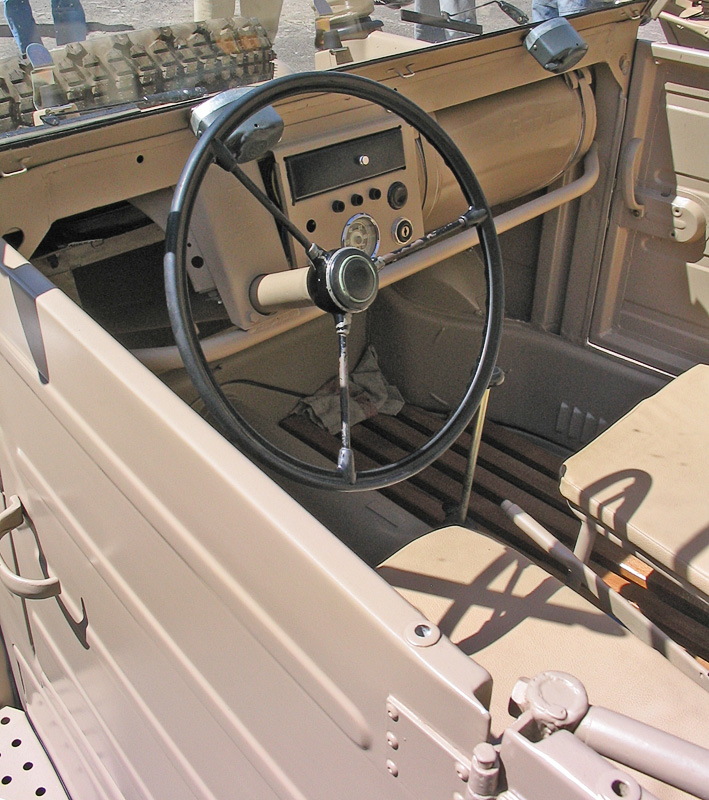
Interior del vehicle
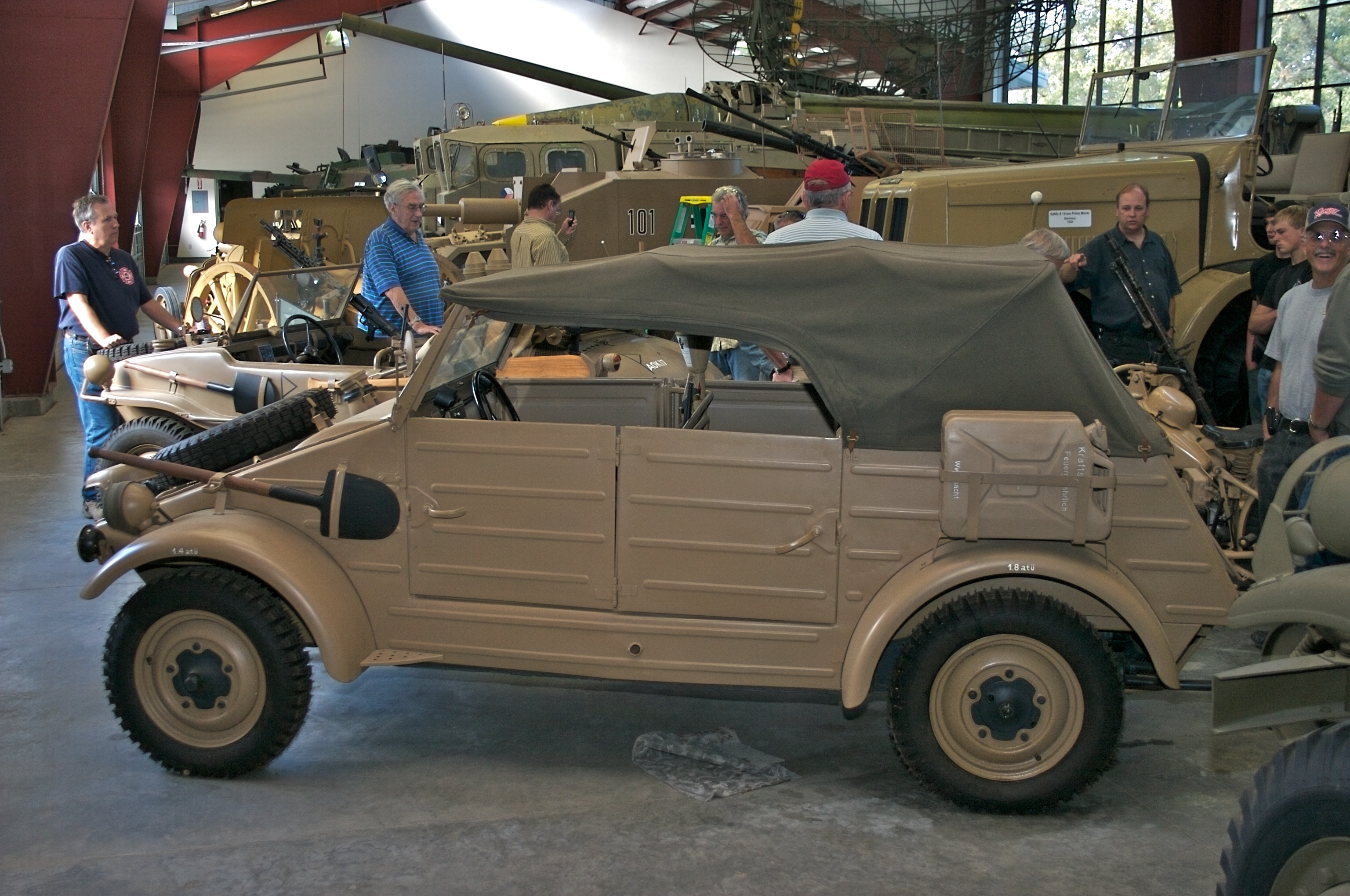
Vista lateral